# Traweng
Der Traweng ist ein 1981 m ü. A. hoher Berg im Toten Gebirge in der Steiermark am Nordrand der Tauplitzalm. Der Berg bildet einen mehrgipfeligen Kamm mit einer großen Nordwand, die ins Langkar abfällt. Nach Westen fällt der Berg zum Öderntörl ab. Nach Osten ist der Traweng über die Scharte des Steirertors mit dem Sturzhahn verbunden. Die mit Schrofen durchsetzte Südflanke fällt zur Tauplitzalm ab. Am Gipfel befindet sich ein Gipfelkreuz. Der Name leitet sich vermutlich von Tra = für Vieh betretbarer Grund und Weng = natürliche Grasfläche ab.

## Aufstieg

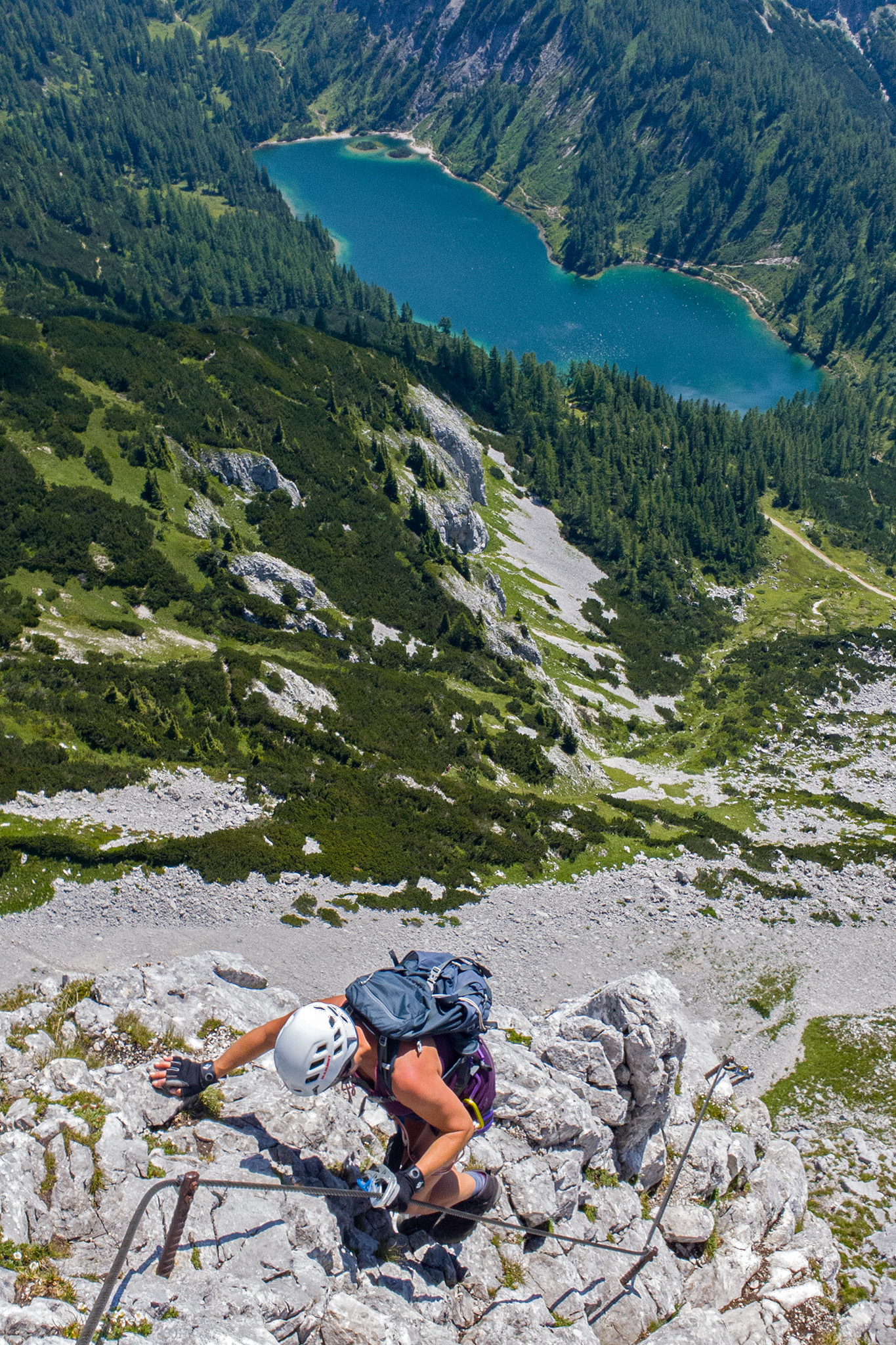
"Gamsblick"-Klettersteig

Bezeichneter Weg 72 von der Grazer Hütte zum Mittelgipfel und über den Kamm zum Westgipfel. Der Gipfel kann auch über den „Gamsblick“-Klettersteig (Schwierigkeitsgrad C) erreicht werden, der über die steil abfallende Ostflanke des Traweng führt.